# 棕樸麗魚
棕樸麗魚為輻鰭魚綱鱸形目隆頭魚亞目慈鯛科的其中一種，分布於非洲愛德華湖流域，體長可達9.5公分，棲息在中底層水域，生活習性不明。

## 擴展閱讀
維基物種上的相關：棕樸麗魚